# Kallyna Sabino
Kallyna Galinari Sabino (Penápolis, 2 de maio de 1988), é uma jornalista brasileira conhecida por apresentar diversos programas do SBT e da Jovem Pan.

## Vida pessoal e Formação
Formou-se em Jornalismo em 2010 pela Universidade Metodista de São Bernardo do Campo.
Em 2021, enquanto trabalhava para a Jovem Pan assumiu namoro com Pablo Spyer, porém o relacionamento acabou dois anos depois.

## Carreira

### Início de carreira
Durante sua graduação, trabalhou seis meses como atendente do Outback Steakhouse, sendo este o seu primeiro emprego. Depois, trabalhou como modelo de eventos, fotógrafa para uma revista de sustentabilidade e redatora dos Trovadores Urbanos.

### SBT (2010 - 2019)
Kallyna entrou no SBT em 2010 como estagiária. Apesar de ser repórter, ela inicialmente trabalhou com matérias de entretenimento para programas como o Programa da Eliana. Em 2011, trabalhou na coordenação da produção jornalística. Em seguida, começou a apresentar reportagens quando seu chefe pediu para ela cobrir um repórter do período noturno, passando para o diurno em 2014. Ela apresentou o Programa Silvio Santos, o SBT Brasil, o SBT Notícias e o Jornal da Semana. Em 2012, ela foi finalista no Prêmio Esso de Jornalismo pela reportagem "O Outro Lado da Passarela", do Conexão Repórter. Foi demitida em 17 de outubro de 2019 junto com um produtor de pauta e dois editores de textos como uma medida de corte de gastos da emissora.

### Jovem Pan (2019 - 2023)
Em 2019, Kallyna foi contratada pela Jovem Pan, onde apresentou programas como Jornal da Manhã, Pânico e Fast News 2ª Edição, ao lado de Cláudia Barthel. Ela foi demitida em março de 2023 pela Jovem Pan estar em um processo de reformulação de sua imagem pública, afastando-se do bolsonarismo. Uma semana após sua demissão, a Jovem Pan postou uma homenagem sua no Dia Internacional das Mulheres.

### SBT (2023 - 2024)
No dia 20 de março de 2023, uma semana após sua demissão, Kallyna foi recontratada pelo SBT como apresentadora de um bloco de notícias do Fofocalizando, onde contracenou com Gabriel Cartolano, Gaby Cabrini, Cariúcha e Léo Dias. O programa deu grande foco para o reality show Big Brother Brasil 24, a deixando de escanteio. Ela foi demitida novamente em 9 de abril de 2024 por corte de custos. Ela foi recontratada no dia 29 para substituir Márcia Dantas na previsão do tempo do SBT Brasil, que saiu do programa para apresentar o Tá na Hora, já que a ex-apresentadora Christina Rocha estava abalada com a morte do sobrinho. Em 14 de novembro de 2024, foi demitida pela terceira vez da emissora junto com outros 200 funcionários por corte de custos.

## Internet
Kallyna é uma influenciadora digital, com mais de 180 mil seguidores no Instagram.[carece de fontes?] Ela também apresenta o podcast BalZacs junto com Luna Chiappero.